# Jałnair
Jałnair (ros. Ялнаир) – wieś (sieło) w Rosji, w obwodzie orenburskim, w rejonie kuwandyckim. W 2010 liczyła 163 mieszkańców, głównie Baszkirów.